# Wilhelm Fitzenhagen

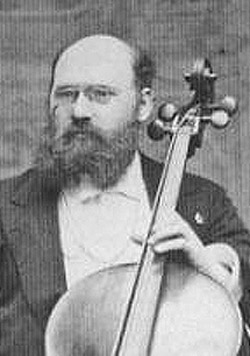
Wilhelm Fitzenhagen

Karl Friedrich Wilhelm Fitzenhagen (* 15. September 1848 in Seesen; † 14. Februar 1890 in Moskau) war ein deutscher Cellist und Komponist, der rund 20 Jahre als Hochschullehrer am Moskauer Konservatorium wirkte.

## Leben
Fitzenhagen war Sohn des städtischen Musikdirektors von Seesen und erhielt früh Instrumentalunterricht, als Fünfjähriger zunächst Klavier, als Achtjähriger zudem Cello und mit elf Jahren Violine. Als Elfjähriger trat er als erstmals öffentlich als Cellist auf. 1862 wurde er Schüler von Theodor August Müller. Der Herzog von Braunschweig erließ ihm den Militärdienst. Gönner ermöglichten ihm 1867 das Studium bei Friedrich Grützmacher in Dresden. Ein Jahr später wurde er Solist der Dresdner Hofkapelle. 1870 folgte er einem Angebot Nikolai Rubinsteins als Professor an das neugegründete Moskauer Konservatorium, obwohl Franz Liszt versuchte, ihn als Solocellist an die großherzogliche Kapelle in Weimar zu verpflichten.
In Russland erwarb sich Fitzenhagen einen Ruf als bedeutender Lehrer, Solist und Kammermusiker. Zu seinen Schülern zählten Joseph Adamowski und Anatoli Brandukov. Er wurde zum Konzertmeister des Russischen Kaiserlichen Musikgesellschaft ernannt und 1884 Direktor der Moskauer Musik- und Orchestergesellschaft. Mit Tschaikowski war er befreundet und an der Uraufführung mehrerer seiner Kammermusikwerke beteiligt, u. a. dem Klaviertrio op. 50. 1876 widmete Tschaikowsky ihm seine Rokoko-Variationen op. 33. Fitzenhagen nahm vor der Uraufführung 1877, die er selbst spielte, erhebliche Änderungen unter anderem der Reihenfolge vor und sonderte eine Variation ganz aus. In dieser modifizierten Form, die Tschaikowski nach anfänglichem Protest sanktionierte, wurden die Variationen 1889 auch veröffentlicht und bis in die Gegenwart häufig gespielt.

## Werk
Fitzenhagen hinterließ mehr als 60 Kompositionen, darunter 4 Konzerte für Cello und Orchester und eine Suite für Cello und Orchester, außerdem Kammermusik (darunter ein Streichquartett, Perpetuum mobile op. 24 für Cello und Klavier) und Lieder.